# Gymnázium Špitálská
Gymnázium Špitálská je čtyřleté a osmileté gymnázium v Praze-Vysočanech. Ve škole k září 2019 studuje přibližně 370 žáků ve dvanácti třídách. Škola se nachází na jižní straně náměstí OSN v sousedství stejnojmenné základní školy. Jejím zřizovatelem je Hlavní město Praha a ředitelem Mgr. Antonín Zajíc (ve funkci od roku 1996).

## Historie

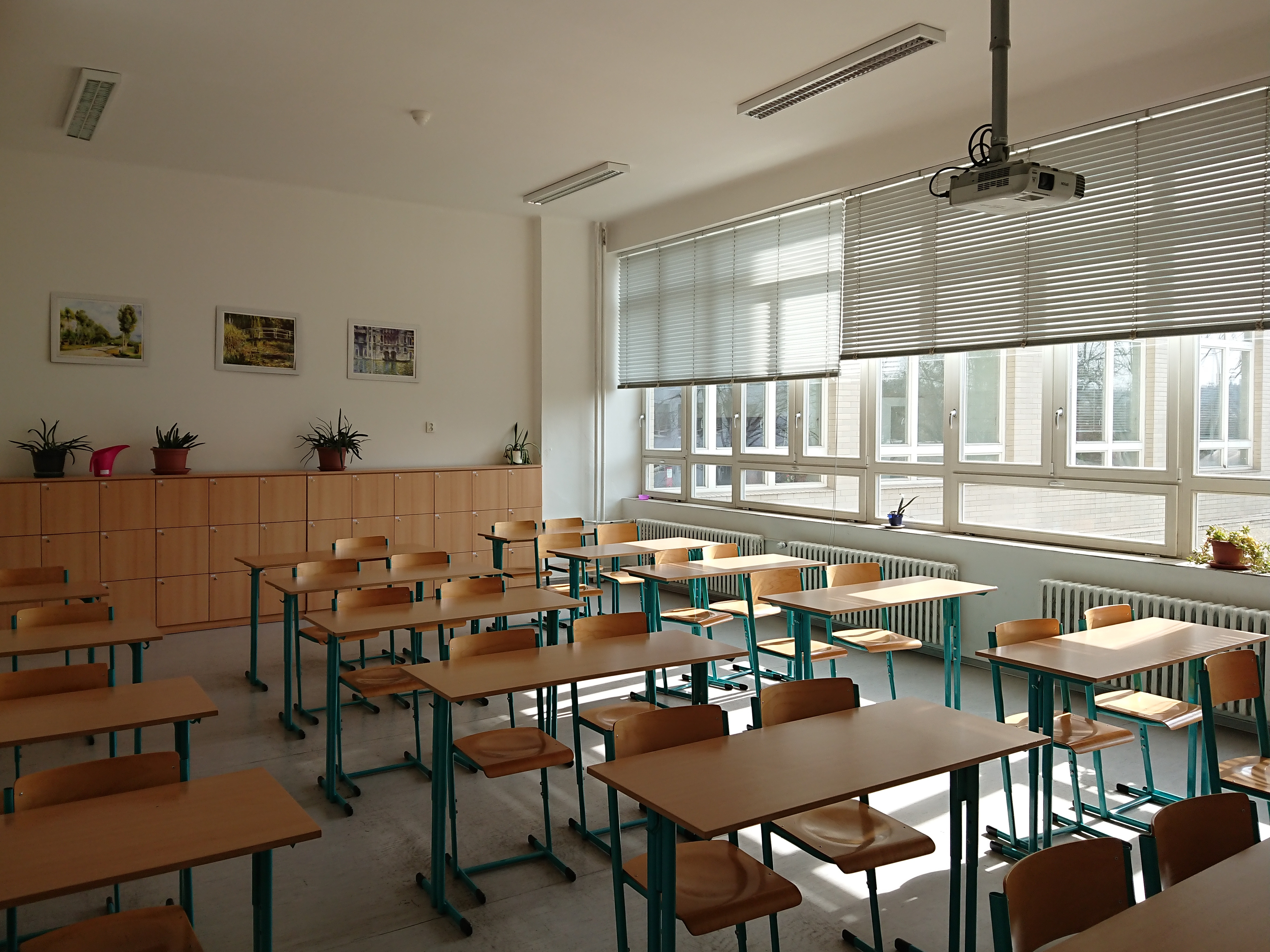
Interiér učebny 11 v prvním patře

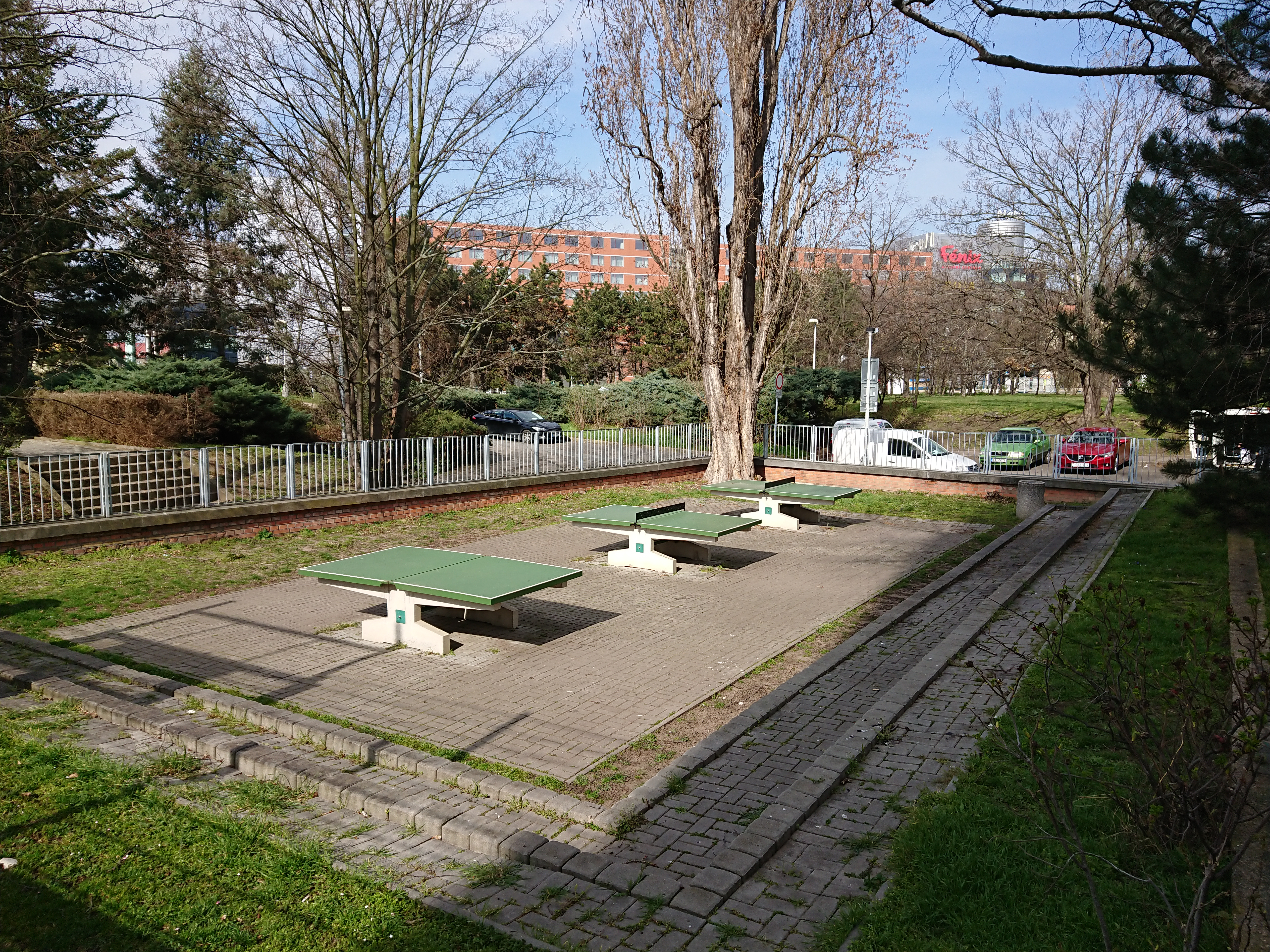
Pingpongové stoly, umístění bývalé střelnice

Budova gymnázia byla vystavěna mezi lety 1927–1929 a nejprve sloužila jako chlapecká měšťanská škola. Za druhé světové války budova několikrát změnila využití, byly sem například dočasně přesunuty kanceláře vysočanských průmyslových podniků a tábor pro německé válečné zajatce. Následkem komunistických školských reforem se ze základní školy v roce 1959 stala střední všeobecně vzdělávací škola a se školním rokem 1968/69 čtyřleté gymnázium, tehdy pod názvem Lidových milicí podle přilehlého náměstí. Ke změně názvu na současný došlo roku 1992. Ve školním roce 1990/91 byla otevřena osmiletá větev studia. Dne 21. října 2004 byla školní budova jako součást Souboru funkcionalistických školních budov při Novoškolské a Špitálské ulici v Praze 9 zapsána do Ústředního seznamu kulturních památek ČR.

## Budova a vybavení
Gymnázium sídlí v pětipodlažní budově ve tvaru písmene T na adrese Špitálská 2/700, 190 00 Praha 9. V hlavní budově se nachází 12 standardních učeben a 2 počítačové, laboratoř chemie, tělocvična, posilovna, školní jídelna a kanceláře profesorského sboru. Areál školy dále zahrnuje oplocené sportovní hřiště s gumovým povrchem a jednopodlažní přístavbu z roku 1961, v níž se nacházejí učebny výtvarné a hudební výchovy. V učebnách je k dispozici multimediální vybavení a v celé budově funguje bezplatná Wi-Fi síť.
Hlavní budova v průběhu let procházela různými přestavbami. V prvních letech provozu byly na střeše umístěny sluneční lázně, z tohoto období pochází také průchozí střešní nástavba, dnes využívaná jako kabinet. V období protektorátu byl pod budovou vybudován protiletecký kryt. Prostranství při severozápadním okraji pozemku od roku 1981 sloužilo jako cvičná střelnice, počátkem nového tisíciletí bylo vydlážděno a byly sem doplněny tři pingpongové stoly.

## Studium
Gymnázium nabízí všeobecné studium v oborech 79-41-K/41 (čtyřletý) a 79-41-K/81 (osmiletý) ukončených maturitní zkouškou. Kapacita jedné třídy je stanovena na 30 žáků, ve výjimečných případech může být navýšena až na 33 žáků. V některých vyučovacích předmětech jsou žáci nicméně rozděleni do více studijních skupin.
Přijímací zkoušky jsou prováděny pomocí stadardizovaných testů Cermat. K osmiletému studiu se do školního roku 2019/2020 hlásilo 224 žáků a do čtyřletého 91, do obou studijních oborů jich bylo přijato třicet.
Gymnázium je fakultní školou Přírodovědecké fakulty Univerzity Karlovy a Matematicko-fyzikální Univerzity Karlovy

## Školní život
Studenti gymnázia na začátku primy, resp. prvního ročníku, absolvují adaptační kurz. V následujících letech studia mají možnost zúčastnit se pobytových poznávacích zájezdů v zahraničí. Mezi časté destinace patří Švédsko, sever Francie a Švýcarsko, uskutečnily se také zájezdy do Španělska, Řecka, Pobaltí, Polska nebo Rakouska.
Ve škole se každoročně konají různé společenské a kulturní akce. Na podzim je to Den poezie, kdy pro studenty současní čeští básníci a autoři připravují kreativní semináře. Od roku 1996 se v předvánočním období koná Vánoční akademie, studentská divadelní přehlídka, na konci prvního pololetí je pořádán studentský filmový festival Filmšpit. Na přelomu března a dubna se koná Projektový den, během kterého studenti vyšších ročníků připravují pro své mladší spolužáky tematický program a tvůrčí dílny. Škála témat je poměrně široká, v roce 2017 byl tématem Život v Československu 1948–1989, o rok později Nadpřirozeno a v roce 2019 Zločin a trest. Studenti také vydávají školní časopis Špit.
Žáci pravidelně navštěvují divadelní představení, podnikají exkurze a účastní se fyzikálních přednášek na MFF UK. V kvartě probíhá vlastivědný kurz, v jehož rámci studenti navštěvují české průmyslové podniky (např. mladoboleslavské závody Škody Auto) nebo pražské letiště. V následujícím ročníku je organizován podobně koncipovaný kurz fyzikální. Studenti se také mohou účastnit celé řady vědomostních soutěží.
Škola nezaostává ani v pořádání akcí sportovních. Vedle školních turnajů ve florbale, fotbale, volejbale a skoku vysokém jsou to pravidelné lyžařské zájezdy a v septimě resp. třetím ročníku sportovně-turistický kurz.

## Absolventi
- Vladimír Železný, podnikatel v médiích a politik
- Ondřej Fibich, básník, Martin Schulz, novinář a Martin Pařík, vydavatel, autoři knihy Abysme se nezbláznili: Gymnázium mezi Palachem a Chartou, vydané v roce 2020, ve které společně s dalšími bývalými studenty vzpomínají na život na gymnáziu mezi lety 1968 a 1977[7][8]
- Jiří Holubář, chirurg
- Miroslav Vladyka
- Zbyšek Pechr, novinář
- Lenka Vlasáková, herečka
- Ondřej Havelka, herec, režisér a zpěvák[8]

## Fotogalerie

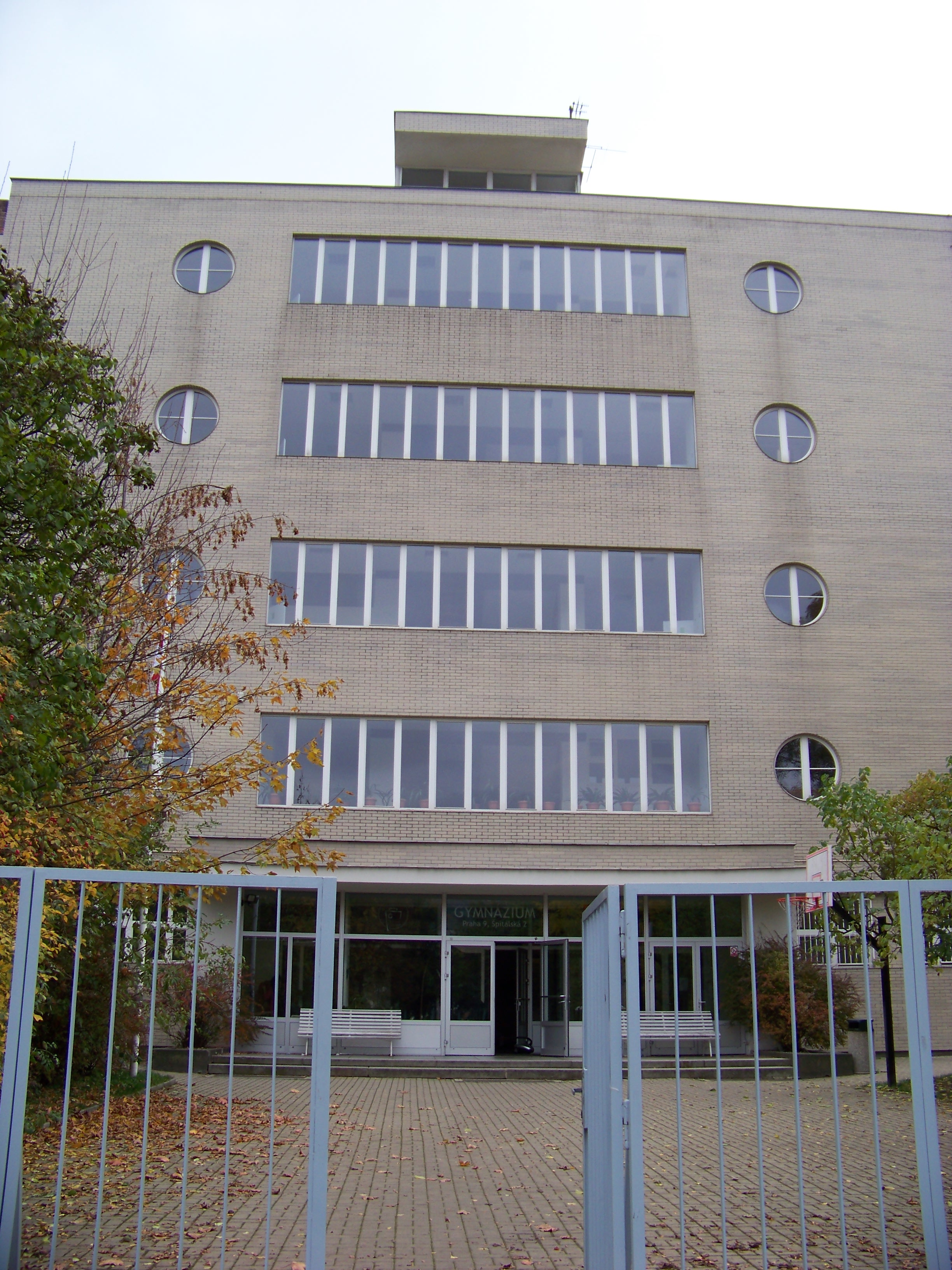
Průčelí hlavní budovy
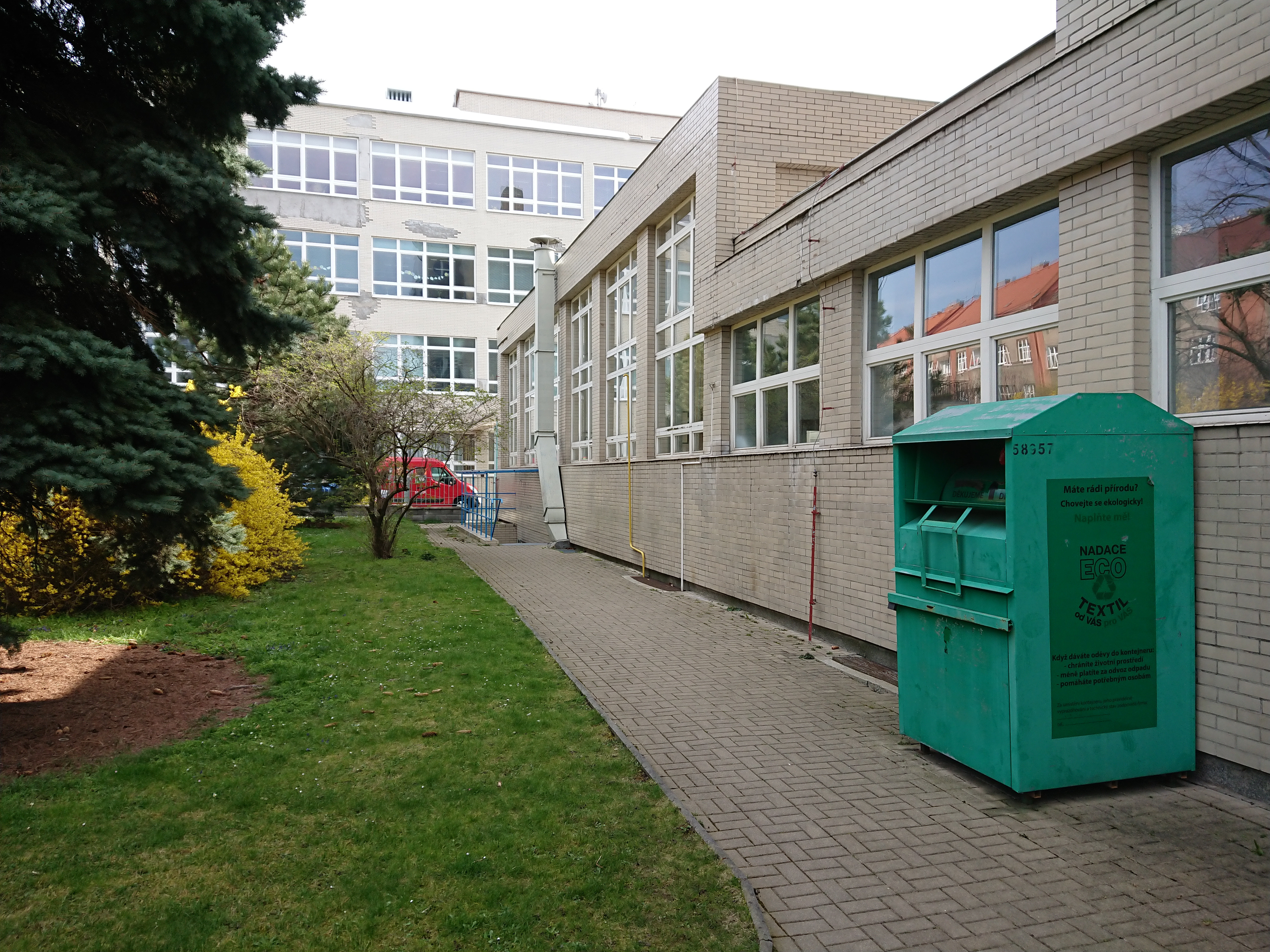
Tělocvična a vstup do školní posilovny
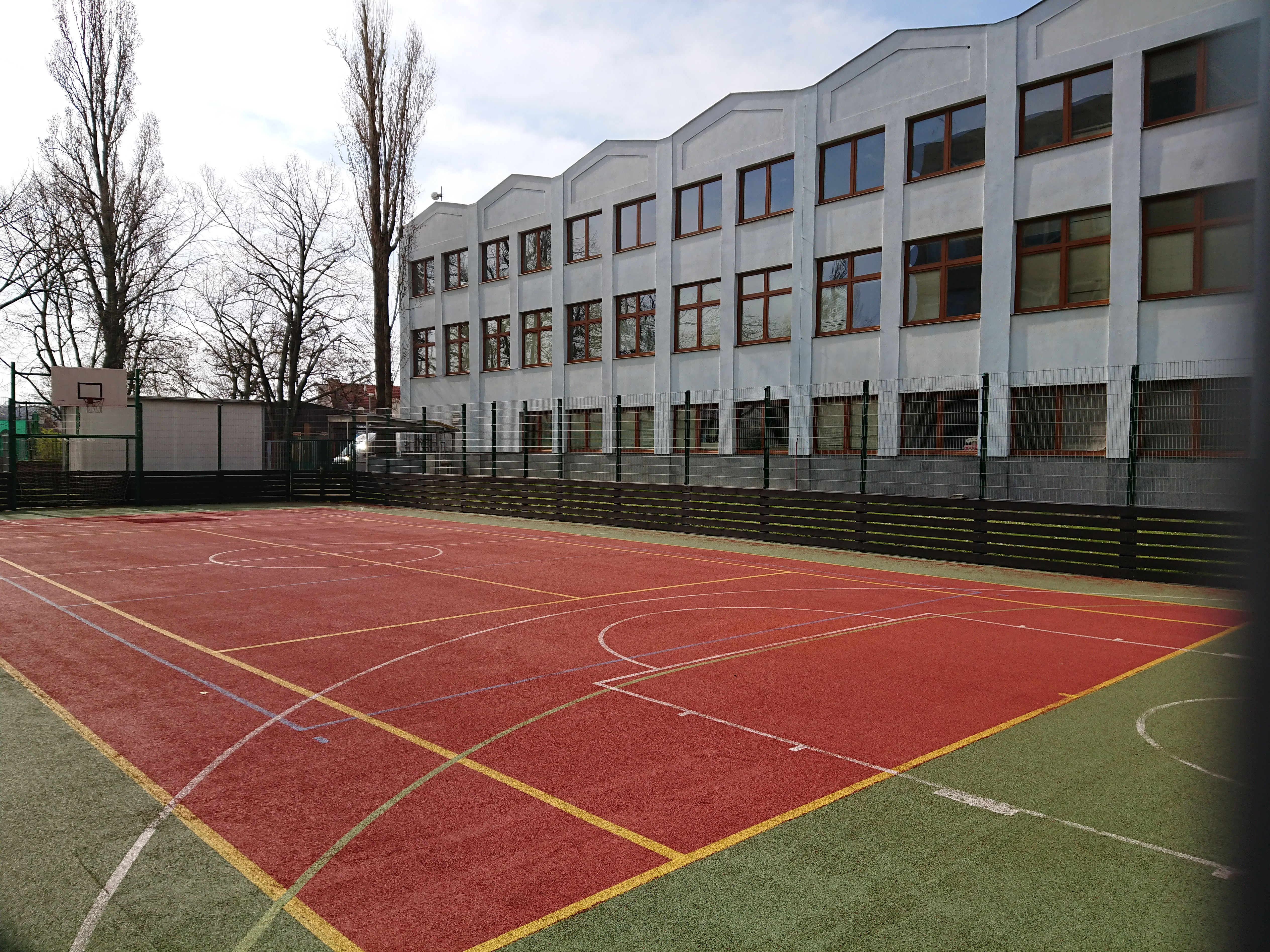
Sportovní hřiště vedle školy
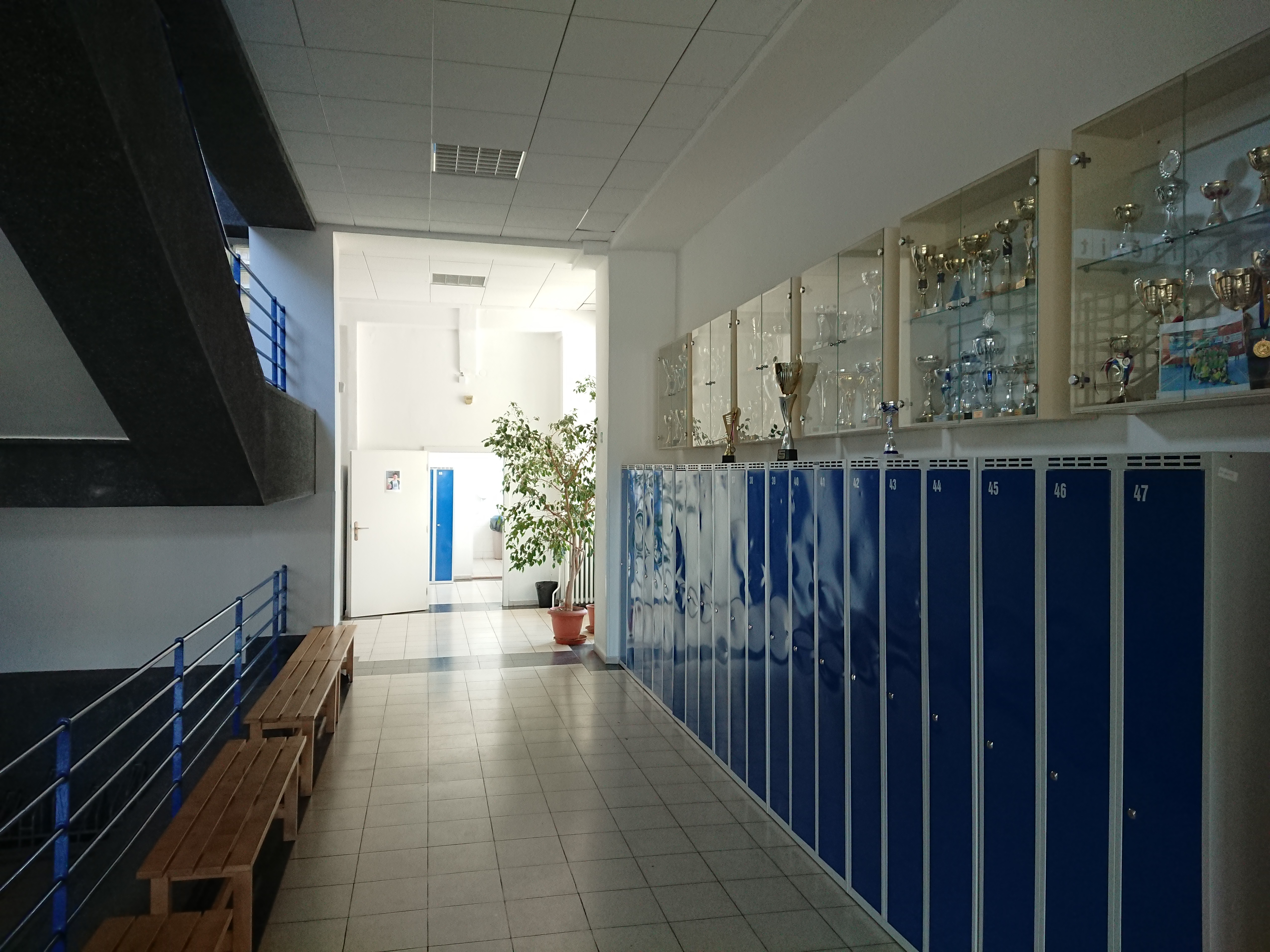
Chodba v přízemí s úschovnými skříňkami a výstavkou trofejí ze sportovních soutěží
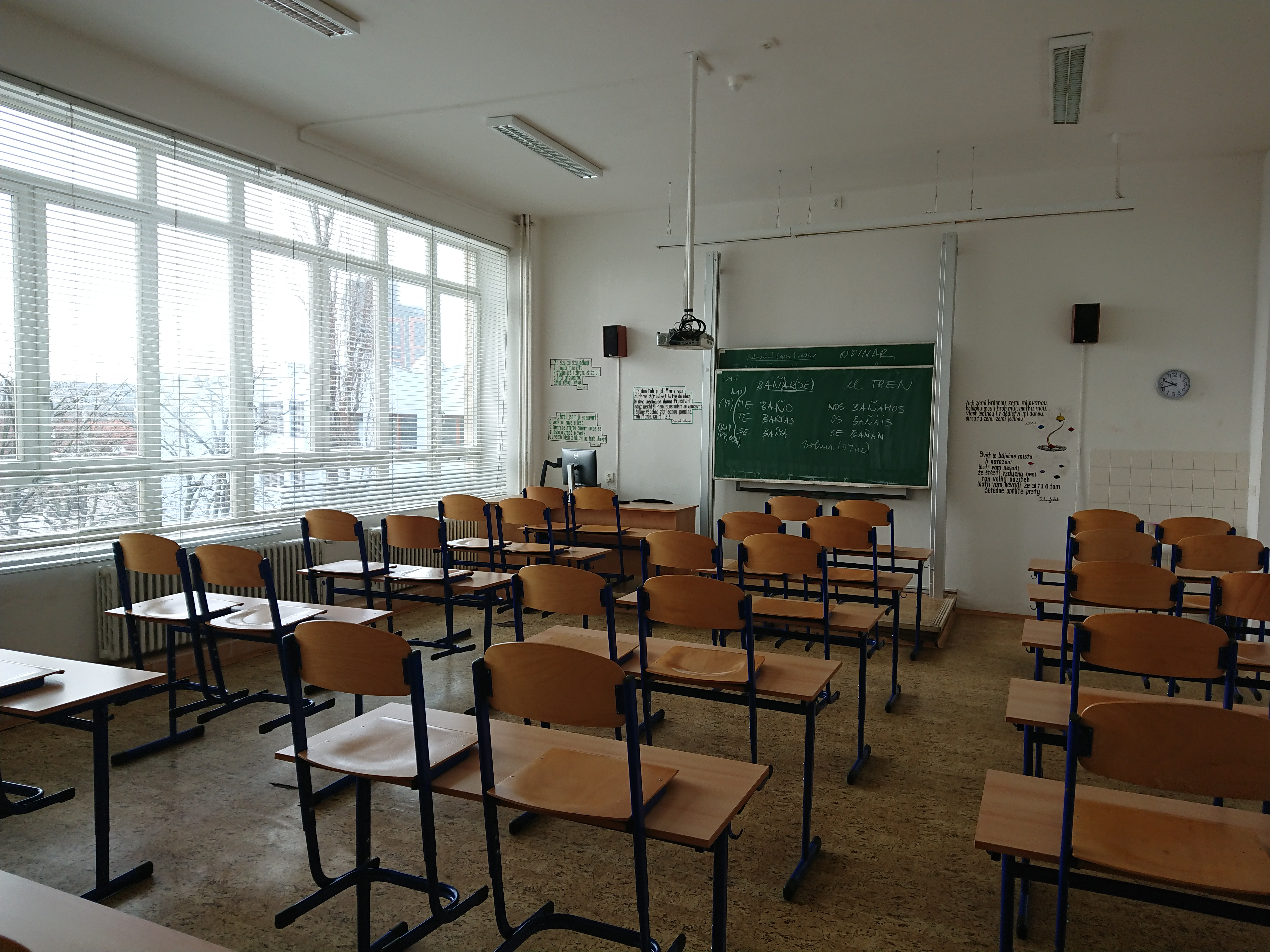
Učebna ve druhém patře vyzdobená citáty ze světové poezie
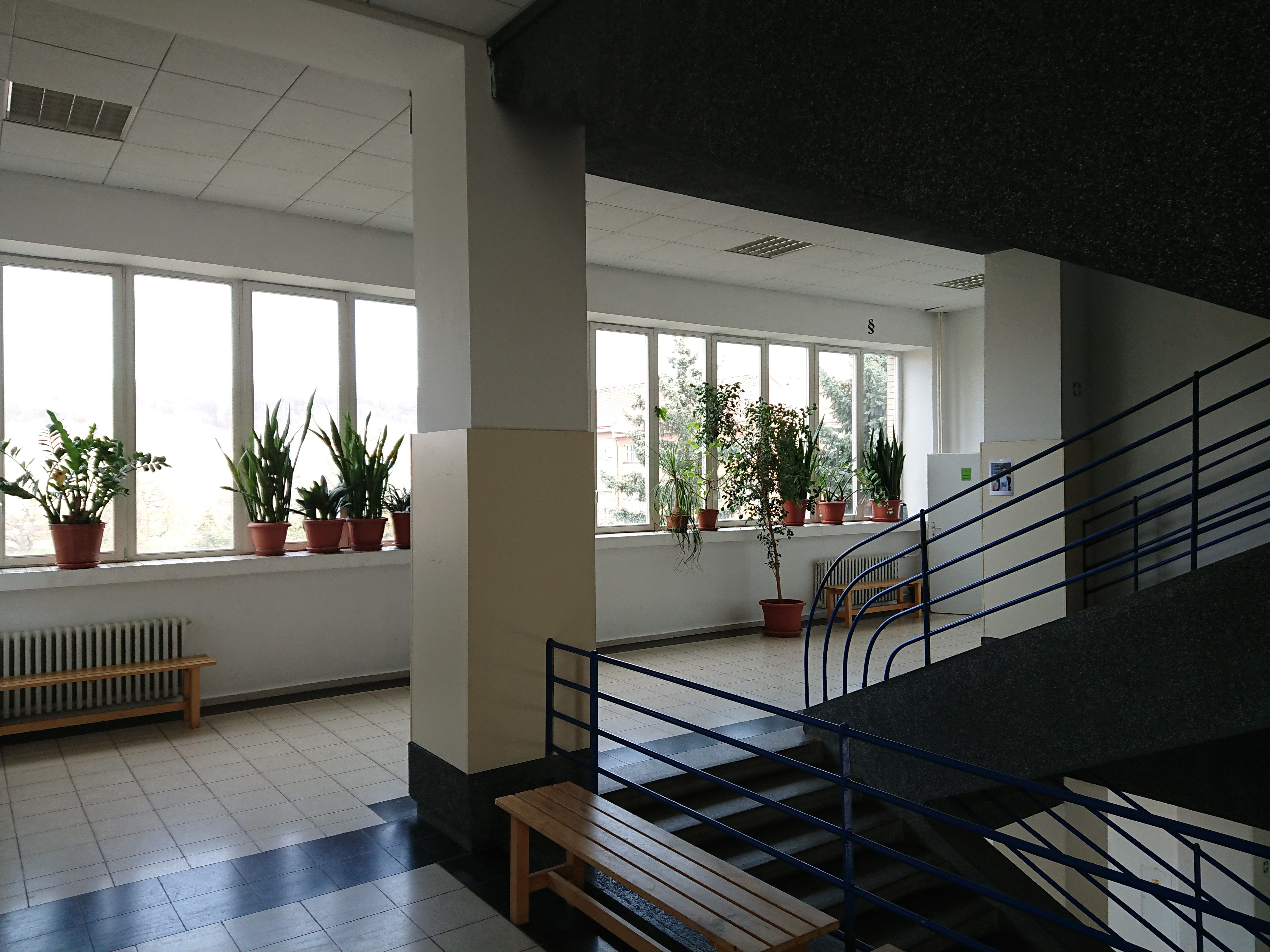
Chodba ve druhém patře a zachovalé schodiště
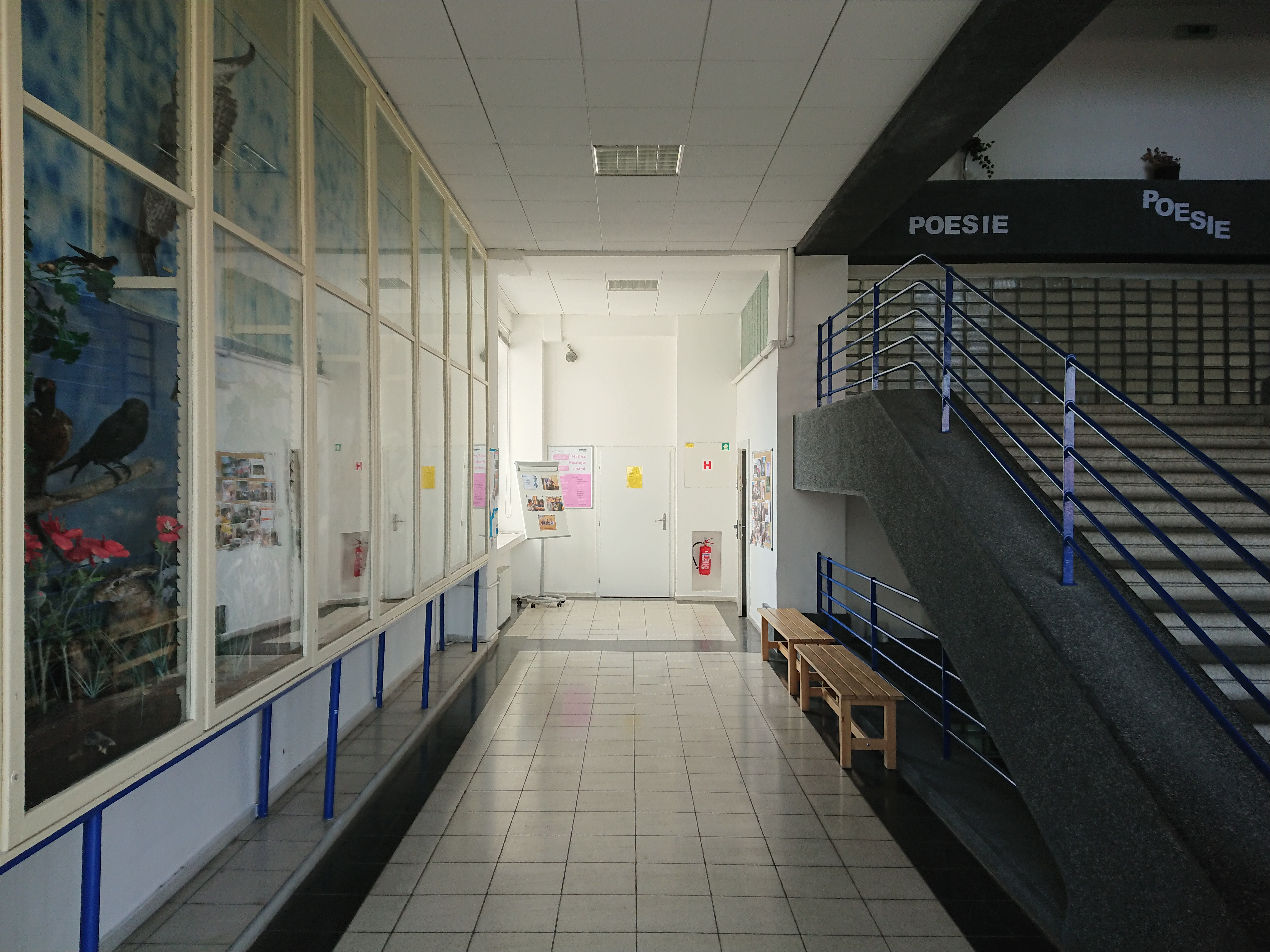
Chodba ve třetím patře (vitríny jsou původní)
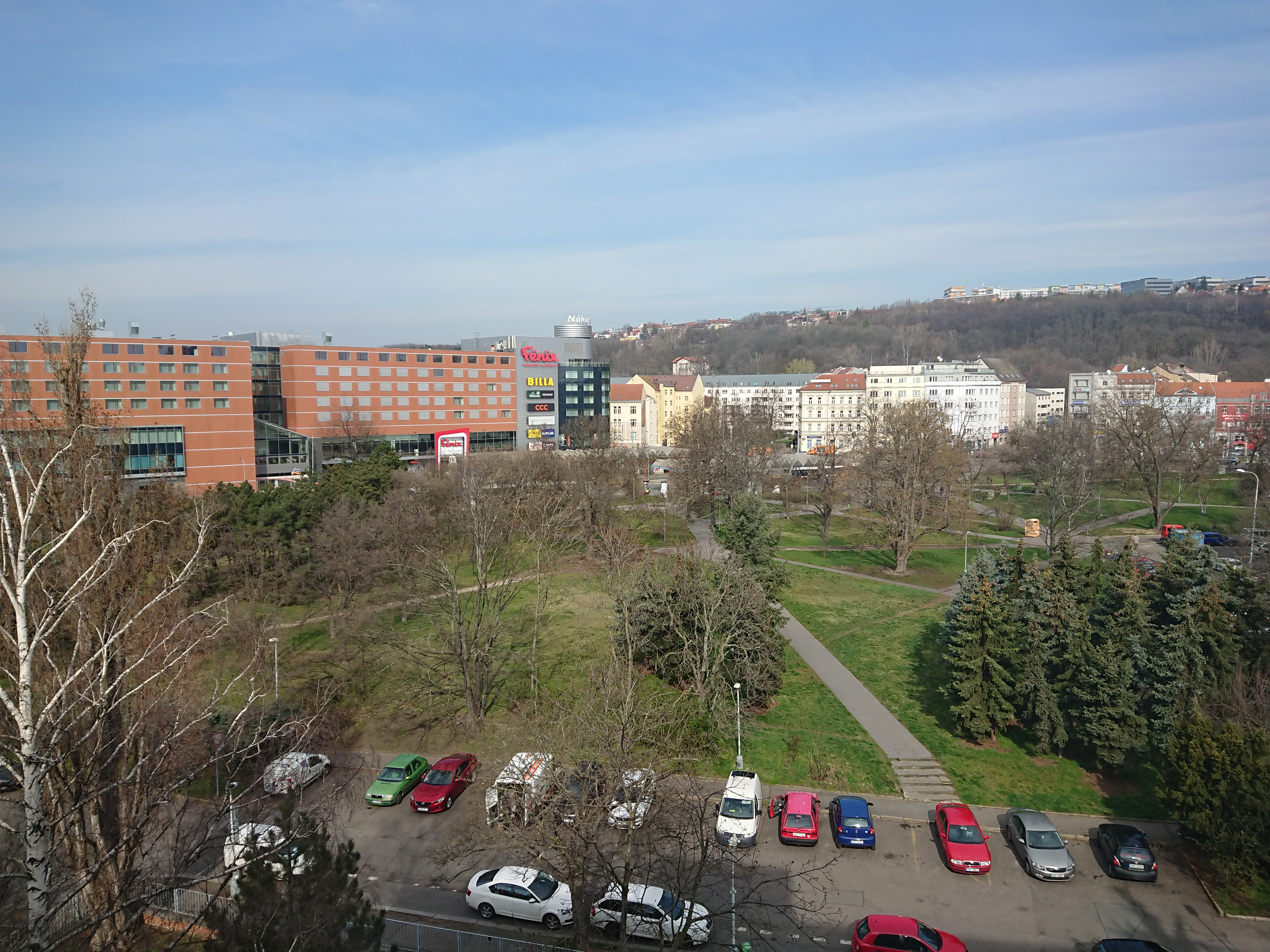
Pohled na náměstí OSN ze čtvrtého patra gymnázia